# Villalobos
Villalobos é um município da Espanha na província de Zamora, comunidade autónoma de Castela e Leão, de área 43,20 km² com população de 295 habitantes (2004) e densidade populacional de 6,83 hab/km².

## Personalidades
A família que adoptou este apelido, os Villalobos (Vilalobos em Português) foi de primeira grandeza nos reinos de Leão e Castela e estabeleceu alianças matrimoniais com as mais importantes famílias, incluída as casas reais de Castela e de Leão.

## Demografia
| Variação demográfica do município entre 1991 e 2004 | Variação demográfica do município entre 1991 e 2004 | Variação demográfica do município entre 1991 e 2004 | Variação demográfica do município entre 1991 e 2004 |
| --------------------------------------------------- | --------------------------------------------------- | --------------------------------------------------- | --------------------------------------------------- |
| 1991                                                | 1996                                                | 2001                                                | 2004                                                |
| 392                                                 | 352                                                 | 312                                                 | 295                                                 |